# Spectral Mornings
Spectral Mornings ist das dritte Soloalbum von Steve Hackett. Es erschien im Jahr 1979 bei Charisma Records.

## Entstehung und Veröffentlichung
Nach seinen ersten beiden Soloalben wollte Hackett eine Band zusammenstellen, um live auftreten zu können. Er engagierte Pete Hicks als Sänger, Dik Cadbury als Sänger und Bassist, Nick Magnus als Keyboarder und John Shearer als Schlagzeuger. Auch Hacketts Bruder John, der bereits an den vorigen Alben beteiligt war, gehörte wieder als Flötist zur Besetzung. Diese spielte schließlich auch Spectral Mornings ein. Das Album wurde in Hilversum aufgenommen. Hackett produzierte es mit seinem früheren Keyboarder John Acock. Im Jahr 2005 erschien eine remasterte Fassung mit Bonus-Titeln.

## Titelliste

### Seite 1
1. Every Day – 6:14
2. The Virgin and the Gypsy – 4:29
3. The Red Flower of Tachai Blooms Everywhere – 2:07
4. Clocks – The Angel of Mons – 4:15
5. The Ballad of the Decomposing Man (Featuring The Office Party) – 3:50

### Seite 2
1. Lost Time in Córdoba – 4:06
2. Tigermoth – 7:35
3. Spectral Mornings – 6:37

### Bonus-Titel
1. Every Day (Alternate Mix) – 7:09
2. The Virgin and the Gypsy (Alternate Mix) – 4:27
3. Tigermoth (Alternate Mix) – 3:20
4. The Ballad of the Decomposing Man (Alternate Mix) – 4:24
5. Clocks – The Angel of Mons (Single Version) – 3:38
6. Live Acoustic Set (Medley: Etude in A Minor/Blood on the Rooftops/Horizons/Kim) – 5:40
7. Tigermoth (Live) – 3:59
8. (ohne Titel) – 1:41

## Stil
Spectral Mornings ist ein abwechslungsreiches Progressive-Rock-Album mit Einflüssen aus der Popmusik. Es finden sich viele eingängige Melodien, sowohl humorvolle als auch düstere Stücke, experimentell oder folkloristisch angehauchte sowie akustische Passagen. Hacketts markantes und virtuoses Gitarrenspiel steht dabei meist im Vordergrund.

## Rezeption
Auf den Babyblauen Seiten wird das Album zwar als zerrissen, unbefriedigend und teilweise kitschig kritisiert, und der Musikexpress urteilte 1979: „Die Platte ist wieder sehr gelungen, genauso wie Vorläufer ‘Please Don’t Touch’, aber eben weder besser noch schlechter. Was an der einen kompositorisch reiz- und gehaltvoller war, machen jetzt gewachsene Spieltechnik und dichter gewebte Atmosphäre wett. Die Schwachpunkte der vorliegenden LP nämlich liegen in der elegisch-langatmigen zweiten Seite“. Dave Connolly von Allmusic lobt jedoch, dass Hackett seine Vielseitigkeit unter Beweis stelle und alle seine Stärken ausspiele. Das Musikmagazin eclipsed nahm Spectral Mornings in seine Liste der 150 wichtigsten Prog-Alben auf.